# Berki Tamás
Berki Tamás István (Budapest, 1946. május 16. –) Máté Péter-díjas magyar zenész, zeneszerző, énekes, gitáros, dobos, pedagógus, egyetemi tanár.

## Pályafutása
Berki Dezső és Trőster Irén gyermekeként született. 1969-1972 között a Bartók Szakiskola dzsessz-ének tanszakán tanult, ahol Gonda János és Vukán György tanítványa volt.
1966-ban megalakította Vámos Miklóssal a Gerilla protestsong-együttest, amelynek 1971-ig volt a tagja. Az Interbrass dzsesszegyüttes tagja, majd vezetője volt. Gonda János együttesének tagja, a Sámánének (1975) című nagylemez énekese és részben szövegírója volt. A Csík-Fogarasi-Jávori-együttes szólistája volt. A Kőszegi-együttes tagja. 1973-tól gyakori szólista a Benkó Dixieland Banddel. 1973-1978 között tanársegédként dolgozott a Bartók Béla Zeneművészeti Szakközépiskola és Gimnázium dzsessz tanszakán. 1978-1997 között a Magyar Művelődési Intézet munkatársa volt.
1987 óta szólistaként saját zenés gyermekműsorai vannak. 1990-ben az Állami Bábszínházban zeneszerzőként debütált. 1994-1998 között a Duna Televízió könnyűzenei, 1998-2000 között pedig dzsessz-szerkesztője, rendezője volt. 1996 óta a Kőbányai Stúdió tanára, 1999 óta az ének tanszék vezetője. 1997 óta a Liszt Ferenc Zeneművészeti Egyetem dzsessz tanszakán tanít.
2004-ben jelent meg A híd című szerzői CD-je. A Mai Nap, majd a Kurír külsős könnyűzenei, illetve dzsesszrecenzora, a Danubius Rádió külsős könnyűzenei, majd dzsessz-szerkesztője. Közben sok fesztiválon és lemezen volt közreműködő. 2004 óta a Berki Tamás Band vezetője.

## Magánélete
1975-ben házasságot kötött Kurucz Erzsébettel. Két gyermekük született; Balázs (1976) és Lili Emily (1990).

## Lemezei

### Gerilla együttessel
- Mr. John elment Vietnamba / Ejtőernyős dal (megjelent 1966-ban)
- Disszidensek (Ecc-pecc-kimehecc…) / Várunk este a szobornál / Nem lehet tudni (az 1967-es polbeat fesztiválon sikert aratott szerzemények, megjelentek)
- Antal Gazda / Umblav tu phenye (a cigányság sorsáról szóló dalok)

### Gonda Sextet együttessel
- Sámánének (1975)

### Benkó Dixieland Band együttessel
- Heart Of My Heart (1991)
- Karácsonyi mise (1991)
- Take The A-Train (1996)
- Benkó Dixieland Band 50 (2007)

### Szólólemezei
- Igazi paradicsom (1984)
- Hé, mi a bigyó? (1988)
- Jó Reggelt (1990)
- Best of Berki Tamás (1995)
- Berki Sings Jazz (1996) (Shabu-Shabu-val együtt)
- A Híd (2004)
- Bika (2009)
- Minden délibáb (2014) [1]

## Könyvek
- Hangszálak; Kocsis, Bp., 2022

## Díjai
- Szocialista Kultúráért (1987)
- Inter-Lyra díj (2000)
- Szabó Gábor-díj (2004)
- Artisjus-díj (2006, 2021)[2]
- A Magyar Köztársasági Érdemrend lovagkeresztje (2007)
- Máté Péter-díj (2018)

## Származása
| Berki Tamás (Budapest, 1946. máj. 16.). | Apja: Berki Dezső (Budapest, 1910. jún. 18. – Budapest, 1994. ápr. 10.) látszerész | Apai nagyapja: Berkovits Salamon (Som, 1875. jan. 26. – Budapest, 1944. aug. 19.)            | Apai nagyapai dédapja: Berkovits Farkas                                            |
| Berki Tamás (Budapest, 1946. máj. 16.). | Apja: Berki Dezső (Budapest, 1910. jún. 18. – Budapest, 1994. ápr. 10.) látszerész | Apai nagyapja: Berkovits Salamon (Som, 1875. jan. 26. – Budapest, 1944. aug. 19.)            | Apai nagyapai dédanyja: Hauzmann Teréz                                             |
| Berki Tamás (Budapest, 1946. máj. 16.). | Apja: Berki Dezső (Budapest, 1910. jún. 18. – Budapest, 1994. ápr. 10.) látszerész | Apai nagyanyja: Kaufer Julianna (Diószeg, 1883. aug. 31. – ?)                                | Apai nagyanyai dédapja: Kaufer József (Galánta, 1856. nov. 14. – ?)                |
| Berki Tamás (Budapest, 1946. máj. 16.). | Apja: Berki Dezső (Budapest, 1910. jún. 18. – Budapest, 1994. ápr. 10.) látszerész | Apai nagyanyja: Kaufer Julianna (Diószeg, 1883. aug. 31. – ?)                                | Apai nagyanyai dédanyja: Müller Katalin (Galánta, 1860 – Budapest, 1898. júl. 23.) |
| Berki Tamás (Budapest, 1946. máj. 16.). | Anyja: Tröster Irén (Budapest, 1917. febr. 17. – Budapest, 1994. dec. 22.)         | Anyai nagyapja: Tröster Elek (Budapest, 1881. nov. 26. – Budapest, 1959. nov. 2.)            | Anyai nagyapai dédapja: Tröster Lipót (Vörösvár, 1842 – Budapest, 1888. aug. 14.)  |
| Berki Tamás (Budapest, 1946. máj. 16.). | Anyja: Tröster Irén (Budapest, 1917. febr. 17. – Budapest, 1994. dec. 22.)         | Anyai nagyapja: Tröster Elek (Budapest, 1881. nov. 26. – Budapest, 1959. nov. 2.)            | Anyai nagyapai dédanyja: Fischer Etelka                                            |
| Berki Tamás (Budapest, 1946. máj. 16.). | Anyja: Tröster Irén (Budapest, 1917. febr. 17. – Budapest, 1994. dec. 22.)         | Anyai nagyanyja: Weinberger Kornélia (Budapest, 1885. szept. 12. – Budapest, 1953. nov. 22.) | Anyai nagyanyai dédapja: Weinberger Bertalan (Óbuda, 1848 – ?)                     |
| Berki Tamás (Budapest, 1946. máj. 16.). | Anyja: Tröster Irén (Budapest, 1917. febr. 17. – Budapest, 1994. dec. 22.)         | Anyai nagyanyja: Weinberger Kornélia (Budapest, 1885. szept. 12. – Budapest, 1953. nov. 22.) | Anyai nagyanyai dédanyja: Oszmann Zsófia (Kecskemét, 1855 – ?)                     |